# Renedo de la Escalera
Renedo de la Escalera es la denominación que corresponde tanto a una localidad como a una Entidad Local Menor, en Castilla la Vieja, hoy comunidad autónoma de Castilla y León, provincia de Burgos (España). Está situada en la comarca de Páramos y en la actualidad depende del Ayuntamiento de Valle de Valdelucio. Su alcalde pedáneo (2007-2011) es José Francisco Aparicio Olea, de la Agrupación de Electores del Valle de Valdelucio (AVV).

## Población
En 2024 tenía 23 habitantes (INE).

## Situación
Situado 2,5 km al este de la capital del municipio, Quintanas, en el valle del río Lucio, aguas abajo, juntos Paúl y Fuencaliente de Lucio.
Wikimapia/Coordenadas: 42°43'21"N 4°8'49"W

## Otras joyas románicas
- Albacastro: Según la Asociación Hispania Nostra se trata de uno de los templos prerrománicos más singulares de Castilla y León.
- Ahedo de Butrón: Excepcional portada, con su tímpano, arquivolta y capiteles.
- Escalada: Excelente portada, con Moradillo de Sedano y Ahedo de Butrón como fuente de inspiración.
- Escóbados de Abajo Ermita: Variada y excepcional escultura, vegetal y animal.
- Gredilla de Sedano: Destaca especialmente el tímpano de la portada con la escena de la Anunciación-Coronación de la Virgen.
- Huidobro: Portada con ricas labores escultóricas
- Tablada del Rudrón Ermita: No debes perderte el tímpano. Aparece en el centro Cristo-Juez, resucitado y con las manos elevadas como queriendo mostrar sus llagas.

## Valle del Valdelucio
TODO el Románico 
- Renedo de la Escalera: Iglesia de Nuestra Señora de la Asunción

## Historia
Lugar que formaba parte de la Cuadrilla de Valdelucio en el Partido de Villadiego, uno de los catorce que formaban la Intendencia de Burgos, durante el periodo comprendido entre 1785 y 1833, en el Censo de Floridablanca de 1787, jurisdicción de señorío siendo su titular el Duque de Frías, alcalde pedáneo.

## Parroquia
Gótica (enlace roto disponible en Internet Archive; véase el historial, la primera versión y la última).
- Párroco: Epifanio Puertas Mínguez